# Alguaire
Alguaire è un comune spagnolo di 2 724 abitanti situato nella comunità autonoma della Catalogna.